# Odense Boldklub Q
Cet article concerne le club de football féminin. Pour le club de football masculin, voir Odense Boldklub.
Maillots
L'Odense Boldklub Q, couramment abrégé « OB Q », est un club danois de football féminin basé à Odense.

## Historique
Le club est fondé comme section féminine de l'Odense Boldklub. Il remporte alors deux fois le championnat et trois fois la coupe. En 2001, grâce à son titre en championnat, il devient le premier club danois à évoluer en coupe d'Europe. L'équipe atteint les quarts de finale où elle est éliminée par le futur vainqueur, le 1. FFC Francfort.
Après des années difficiles où le club ne joue plus les premiers rôles au Danemark, l'équipe se sépare de l'Odense BK en 2016 pour fonder un club féminin indépendant sous le nom d'Odense Q.
En 2020, le club termine 7e du championnat et est relégué.

## Palmarès
- Championnat du Danemark de football féminin (2)
  - Champion : 2000 et 2001

- Coupe du Danemark de football féminin (3)
  - Vainqueur : 1998, 1999 et 2003
  - Finaliste : 1995 et 2014